# 湖北省社会科学院
湖北省社会科学院，或简称为湖北省社科院，为中華人民共和國湖北省负责哲學、社會科學領域研究的省級學術機構與綜合研究中心。为湖北省人民政府直屬的事業單位。

## 历史沿革
湖北省社科院肇始于1958年成立的中国科学院武汉哲学社会科学研究所，1961年，该院更名为湖北省哲学社会科学研究所，1970年裁撤；1978年6月，以湖北省社会科学院之名恢复建制。